# Елфимов, Иван Андреевич
Иван Андреевич Елфимов — советский хозяйственный деятель, Герой Социалистического Труда.

## Биография
Родился в 1924 году в селе Бахталовка. Член КПСС.
Участник Великой Отечественной войны: номер орудийного расчёта 119-го отдельного гвардейского истребительно-противотанкового артиллерийского дивизиона 117-й гвардейской стрелковой дивизии
В 1946—1978 гг. — чабан, старший чабан колхоза «Путь Ленина» Изобильненского района Ставропольского края.
Указом Президиума Верховного Совета СССР от 8 апреля 1971 года присвоено звание Героя Социалистического Труда с вручением ордена Ленина и золотой медали «Серп и Молот».
Умер в 2004 году в Изобильненском районе Ставропольского края.

## Награды и звания
- Герой Социалистического Труда (08.04.1971)
- Орден Ленина (08.04.1971)
- Орден Октябрьской Революции (08.12.1973)
- Орден Отечественной войны II степени (06.04.1985)
- Орден Красной Звезды (09.02.1945)